# Rotchvēhān
Rotchvēhān, Rôzbihân ou Rhahzadh est un seigneur perse qui fut marzban d’Arménie de 624 à 627,.

## Biographie
Depuis 614, la guerre fait rage entre les Byzantins et les Perses. Pour contrebalancer les succès des Perses, l'empereur Héraclius Ier organise plusieurs expéditions en Arménie pour prendre les Perses à revers. Il occupe une partie de l'Arménie, détruit un temple zoroastrien près de Gandzak et hiverne en 624 en Albanie du Caucase. L'arrivée en 624 d'une nouvelle armée perse, conduite par les généraux Chahrvarâz et Châhên, se solde par sa destruction par Héraclius, qui occupe progressivement l'Arménie. Khosro II, le roi perse, nomme alors un nouveau marzban, Rotchvēhān. En 627, Rotchvēhān tente d'arrêter Héraclius, mais ce dernier force le passage, et Rotchvēhān le poursuit vers l'Assyrie. Le 12 décembre 627, les deux armées s'affrontent à Ninive, les Perses sont écrasés et Rotchvēhān tué pendant la bataille.

### Sources primaires
« Héraclius envoya des ambassadeurs au roi du Nord, le Khakan, lui promettant de lui donner en mariage sa fille Eudocie, et lui demandant quarante mille cavaliers pour marcher contre les Perses. Le Khakan consentit, et prit l’engagement d’envoyer ce secours de troupes par la porte des Gasp ; « Car, ajouta-t-il moi aussi j’ai mes raisons pour me rendre à P’haidagaran afin de détruire cette ville. » Héraclius, ayant appris le résultat de cette négociation, se rendit en Arménie à la rencontre des Septentrionaux, afin de marcher avec eux contre les Perses. Khosrov informé de cette coalition rassembla des troupes et mit à leur tête Rouzipahan, qu’il envoya contre Héraclius. Celui-ci, s’étant joint avec ses alliés, s’avança contre le général perse et le battit complètement. À cette nouvelle, Khosrov s’enfuit de Sacartha dans sa forteresse. Schirin, son fils, qui était à cette époque en prison, en sortit par la volonté des Perses, et avant tué son père régna à sa place. Héraclius revint à Ninwe (Ninive) pour établir ses quartiers d’hiver. Schirin lui envoya porter des propositions de paix auxquelles accéda Héraclius. L’empereur ayant fait partir son frère Théotorigè (Théodore) pour la Mésopotamie, s’en vint à Ourha. Mais les Juifs qui étaient dans la ville lui opposèrent de la résistance. Héraclius, la prit et en fit périr un nombre considérable puis il se rendit à Théotoupolis où il porta atteinte à la foi religieuse des Arméniens, par suite de l’impéritie d’Ezer (Esdras) leur patriarche »

— Michel le Syrien, Chronique.

« À la place de Chahrayenpet vint [comme marzpan] dans la ville capitale de Dwin Parseanpet Parchenazdat ; puis Namgarun Chonazp ; puis Chahraplakan, qui livra une bataille en Perse et fut victorieux; puis Tchrotch Vehan, qui poursuivit l’empereur Héraclius en Arménie jusque dans l’Asorestan, jusqu’au jour où il tomba, lui et toute son armée, dans une grande bataille livrée à Ninive. »

— Sébéos, Histoire d'Héraclius, chapitre 24.

« Alors Héraclius, prenant ses soldats, revint en Arménie ; il traverse le Chirak, arrive au gué du fleuve Araxe et passe le fleuve près du village de Vardanakert ; puis il se répand dans le canton de Gogovit. Rotchik Vahan et l’armée perse les croyaient en fuite. Quant à lui, passant par les cantons de Her et de Zarewand, il se dirigea vers Tizbon pour attaquer Xosrov. Lorsqu’il pénétra dans les confins du canton d’Atrpatakan, on en avisa Rotch Vehan ; celui-ci prit ses troupes et le suivit dans la ville de Naxtchawan ; il marcha rapidement, nuit et jour, jusqu’à ce qu’il l’eût rejoint ; puis passant de l’autre côté du mont de Zarasp, il tomba sur le pays des Assyriens ; ceux-ci se jetèrent à leur poursuite et eux se dirigeant vers l’Occident, s’en allèrent à Ninive. D’autres troupes arrivèrent de la cour du roi au secours de Rotch Vehan, les meilleurs [soldats] de tout le royaume. Ils opérèrent leur jonction avec les autres [troupes] et poursuivirent Héraclius. Celui-ci les laissa venir jusqu’à la plaine de Ninive et là, faisant volte-face, il les attaqua avec une extrême violence. La plaine était couverte de brouillard, et les troupes perses ne connurent le retour d’Héraclius sur elles que lorsqu’on en était déjà aux mains. »

— Sébéos, Histoire d'Héraclius, chapitre 29.

### Sources secondaires
- René Grousset, Histoire de l’Arménie des origines à 1071 [détail des éditions]
- Cyrille Toumanoff, Les dynasties de la Caucasie chrétienne de l'Antiquité jusqu'au XIXe siècle : Tables généalogiques et chronologiques, Rome, 1990.